# Kiyoko
Kiyoko (jap. きよこ, キヨコ) – żeńskie imię japońskie.

## Możliwa pisownia
Kiyoko można zapisać używając wielu różnych znaków kanji i może znaczyć m.in.:
- 清子, „czysty, dziecko”[1]
- 聖子, „święty, dziecko” (występuje też inna wymowa tego imienia: Seiko)
- 潔子
- 貴代子
- 紀代子

## Znane osoby
- Kiyoko Arai (きよこ), właśc. Kiyoko Haku (清子), japońska mangaka
- Kiyoko Ono (清子), japońska polityk i była olimpijska gimnastyczka artystyczna
- Kiyoko Sayama (聖子), japońska reżyserka anime
- Kiyoko Shimahara (清子), japońska lekkoatletka, specjalizująca się w biegu maratońskim

## Fikcyjne postacie
- Kiyoko Madoka (紀世子), główna bohaterka mangi i anime Gilgamesh
- Kiyoko Shimizu (潔子), bohaterka mangi i anime Haikyū!!
- Kiyoko, postać z filmu Klub samobójców
- Kiyoko Shimizu, postać z filmu anime Rodzice chrzestni z Tokio
- Kiyoko (キヨコ), postać z mangi Akira